# Giuseppe Donizetti
Giuseppe Donizetti (tur. Donizetti Paşa, ur. 6 listopada 1788 w Bergamo; zm. 12 lutego 1856 w Konstantynopolu) – włoski kompozytor, dyrygent i pedagog. Jako naczelny muzyk dworski Imperium Osmańskiego umocnił tradycje muzyki zachodniej na obszarze dzisiejszej Turcji. Skomponował dwa spośród pięciu hymnów Imperium Osmańskiego.

## Życiorys
Giuseppe Donizetti był starszym bratem kompozytora oper Gaetano Donizettiego i jednym z sześciorga dzieci Andrei – dozorcy domu w którym mieszkali oraz Dominiki z domu Nava – szwaczki. Jego wuj nauczył go gry na flecie, a następnie pobierał prywatne lekcje kompozycji u Johanna Simona Mayra, ponieważ ze względu na wiek odmówiono mu w 1806 uczestnictwa w Muzycznych Kursach Dobroczynnych (Lezioni Caritatevoli di Musica) - był już za stary. Od roku 1809 działał jako muzyk w kilku orkiestrach wojskowych i grał m.in. na wyspie Elba i na Sardynii, gdzie stał się sławny jako dyrygent orkiestr wojskowych. Kiedy w roku 1826 sułtan turecki Mahmud II po rozwiązaniu korpusu janczarskiego zaczął poszukiwania muzyka, który zreorganizowałby jego orkiestrę wojskową, pewien włoski dyplomata zwrócił jego uwagę na Donizettiego. W roku 1828 Giuseppe Donizetti przybył do Konstantynopola jako generalny dyrektor muzyczny dworu z wysoką gażą 8 000 franków rocznie.
Tam na początku zreformował Orkiestrę Pałacową na wzór orkiestr zachodnich, wprowadzając m.in. takie instrumenty jak obój czy klarnet. Według tych wzorców zreformowano następnie kolejne orkiestry wojskowe w Turcji. W roku 1831, dzięki jego wpływom, utworzono pierwszą szkołę muzyczną w stylu zachodnim w Imperium Osmańskim, gdzie Donizetti osobiście uczył gry na flecie, fortepianie, a także wykładał harmonię i instrumentację. W szkole tej uczono jednakże również przedmiotów tradycyjnie związanych z kulturą turecką, jak np. teatru ludowego Karagöz. Orkiestra Pałacowa została później przekształcona w orkiestrę symfoniczną w stylu zachodnim i funkcjonuje do dzisiaj jako Orkiestra Symfoniczna Prezydenta Turcji (Cumhurbaşkanlığı Senfoni Orkestrası) w Ankarze. W haremie sułtana Donizetti organizował przedstawienia oper włoskich i zachodniej muzyki orkiestrowej. 
Panujący od 1839 roku sułtan Abdülmecid I, który sam grał na fortepianie, wspierał jeszcze bardziej niż jego poprzednik rozwój muzyki zachodniej w Turcji, która to muzyka stała się częścią tworzącej się kultury mieszczańskiej w Imperium Osmańskim. W roku 1842 nadano Donizettiemu tytuł paszy. Giuseppe Donizetti Pasza został pochowany w krypcie katolickiej Katedry Ducha Świętego w Stambule.
Znaczenie Donizettiego jako reformatora osmańskiej sztuki muzycznej jest o wiele większe niż jako kompozytora. Komponował głównie marsze, w tym hymny państwowe dla dwóch sułtanów, u których służył: Mahmuda II oraz Abdülmecida I. Franz Liszt, który gościł na dworze Osmanów na zaproszenie Donizettiego, skomponował w roku 1848 parafrazę hymnu Mecidiye – (Grande Paraphrase de la marche de Giuseppe Donizetti composée pour Sa Majesté le sultan Abdul Medjid-Khan), którą zadedykował sułtanowi.

## Odznaczenia
- 1831 – osmański Order Sławy (İftihar)
- 1842 – francuski Order Legii Honorowej V klasy
- 1854 – osmański Order Medżydów V klasy
- 1856 – osmański Order Medżydów III klasy

## Kompozycje
- Marsz Mahmudiye, Marsz Mahmuda — hymn sułtana Mahmuda II (1808–1839)

- Marsz Mecidiye, Marsz Abdülmecida — hymn sułtana Abdülmecida I (1839–1861)

## Literatura
- Emre Aracı: Giuseppe Donizetti at the Ottoman court: A Levantine Life [w:] „The Musical Times”, Vol. 143, No. 1880 (Autumn, 2002), s. 49-56
- Francesco Bellotto: Giuseppe Donizetti. w: The New Grove Dictionary of Music and Musicians, London 2001, ISBN 0-333-60800-3
- Maurizio Costanza, La Mezzaluna sul filo – La riforma ottomana di Mahmûd II, Marcianum Press, Venezia, 2010 (cap.IV.7b)
- Hayrettin Akdemir: Die neue türkische Musik, dargestellt an Volksliedbearbeitungen für mehrstimmigen Chor. Berlin 1991, ISBN 3-924423-12-1
- Giuseppe Donizetti Pasha: Musical and Historical Trajectories between Italy and Turkey / Giuseppe Donizetti Pascià: Traiettorie musicali e storiche tra Italia e Turchia. Edited by Federico Spinetti. Bergamo, Fondazione Donizetti, 2010.